# 1879 год в театре
1879 год в театре

## События
- 14 ноября — в Копенгагене отпраздновали 100-летие со дня рождения драматурга Адама Эленшлегера; балетный апофеоз к спектаклю в его честь сочинил Август Бурнонвиль.

## Деятели театра
- Рикардо Дриго назначен дирижёром Итальянской оперы в Санкт-Петербурге.

### Родились
- 25 января, Санкт-Петербург — Михаил Обухов, артист балета и педагог, солист Мариинского театра.
- 12 февраля, Воронеж — Наум Рогожин, актёр театра и кино, заслуженный артист РСФСР (1935).
- 30 марта, Бельцы — Алексей Феона, деятель советской оперетты, актёр и режиссёр, организатор Ленинградского театра музыкальной комедии (1928).
- 4 июня, Ялта — Алла Назимова, американская актриса, продюсер и сценарист русского происхождения.
- 6 июля, Санкт-Петербург — Агриппина Ваганова, артистка балета, балетмейстер и педагог, руководитель балетной труппы театра им. Кирова (1931—1937), автор книги «Основы классического танца», народная артистка РСФСР (1934).
- 27 июля, Варна — Атанас Кирчев, болгарский актёр и театральный деятель.

### Скончались
- 15 (27) апреля 1879 года, Санкт-Петербург — Марфа Муравьёва, балерина, «одна из лучших русских лирических танцовщиц» XIX века.
- 30 ноября, Копенгаген — Август Бурнонвиль, датский балетмейстер, писатель и педагог, классик датской хореографии, создатель собственного балетного стиля, получившего название «школа Бурнонвиля[англ.]».